# Gracilimus radix
Gracilimus radix es una especie de roedor de la familia Muridae, la única en su género, Gracilimus.

## Distribución geográfica
Se encuentra sólo en las selvas montanas en el centro-oeste de Célebes (Indonesia).